# حامد البذالي
حامد محري عليان نومان البذالي (23 يناير 1976 -)، نائب سابق في مجلس الأمة الكويتي.

## السيرة العملية والبرلمانية
شارك حامد البذالي في انتخابات مجلس الأمة الكويتي 2020 وحصل على المركز الحادي عشر في الدائرة الانتخابية الثانية (الكويت) بـ2,189 صوت بفارق 6 أصوات عن النجاح ولم يحالفة الحظ بالفوز، كما شارك في انتخابات مجلس الأمة الكويتي 2022 وحصل على المركز الرابع وفاز بالانتخابات «وهو محتجز في الحبس الاحتياطي في السجن المركزي» في سابقة نادرة في تاريخ الحياة البرلمانية الكويتية، وهو حاصل على شهادة ليسانس الحقوق جامعة الكويت، ولديه دبلوم عالي من معهد الكويت للدراسات القضائية، ويعمل سابقا بوظيفة رئيس تحقيق في الإدارة العامة للتحقيقات بوزارة الداخلية الكويتية، وأستاذ محاضر قانون عام في الهيئة العامة للتعليم التطبيقي والتدريب.

## العضويات والمناصب
- عين في منصب رئيس تحقيق في الإدارة العامة للتحقيقات بوزارة الداخلية الكويتية.
- عضو في جمعية الحقوقيين.
- عضو في الجمعية الكويتية لحقوق الإنسان.
- أستاذ محاضر قانون عام في الهيئة العامة للتعليم التطبيقي والتدريب.
- عضو في جميعة الدفاع عن المال العام.
- عضو في جمعية الشفافية الكويتية.
- عضو في منظمة العفو الدولية.
- خبير في الجرائم الإلكترونية.
- خبير في البحث الجنائي.
- خبير في الجرائم الدولية.
- مستشار وخبير فض نزاعات.
- مستشار في التحكيم الدولي.
- مستشار وخبير في الملكية الفكرية.
- مستشار وخبير في العلاقات الدبلوماسية والقنصلية.